# Jarrod Emick
Jarrod Emick (Fort Eustis, 2 luglio 1969) è un attore e cantante statunitense.
È noto soprattutto come interprete di musical a Broadway e per la sua performance in Damn Yankees ha vinto il Drama Desk Award, Theatre World Award ed il Tony Award al miglior attore non protagonista in un musical. Ha recitato in altri musical di successo, tra cui Miss Saigon (tour US, 1992), The Rocky Horror Show (Broadway, 2000), The Full Monty (Londra, 2002), The Boy From Oz (Broadway, 2003) e Ragtime (New York, 2013).